# Liste des districts du Tripura

Les 8 districts du Tripura.

Le Tripura en Inde.

L'État du Tripura en Inde est formé de 8 districts:

## Liste des districts
| Sigle | District              | Chef-lieu   | Population (2011) | Superficie (km²) | Site officiel |
| ----- | --------------------- | ----------- | ----------------- | ---------------- | ------------- |
| DH    | Dhalai                | Ambassa     | 377,988           | 2 523            | [ 2 ]         |
| NT    | Tripura septentrional | Dharmanagar | 422,370           | 1 422,19         | [ 3 ]         |
| ST    | Tripura méridional    | Belonia     | 433,737           | 2 624            | [ 4 ]         |
| WT    | Tripura occidental    | Agartala    | 1 724,619         | 10 486           | [ 5 ]         |
|       | Sepahijala            | Bishramganj | 510 329           | 276,06           | [ 6 ]         |
|       | Khowai                | Khowai      | 371 722           | 1 377,28         | [ 7 ]         |
|       | Gomati                | Udaipur     | 767,440           | 2 966,2          | [ 8 ]         |
|       | Unakoti               | Kailashahar | 298,574           | 686,97           | [ 9 ]         |